# Marinette Dupain-Cheng
Marinette Dupain-Cheng è un personaggio immaginario, protagonista femminile della serie animata Miraculous - Le storie di Ladybug e Chat Noir, creata da Thomas Astruc. È una studentessa adolescente di origine franco-italo-cinese che aspira a diventare una stilista e vive con i suoi genitori, Tom Dupain e Sabine Cheng, proprietari di una pasticceria. 
Dopo aver superato una prova sottoposta dal Maestro Fu, custode degli oggetti magici chiamati Miraculous, Marinette viene scelta per diventare una supereroina accanto a Chat Noir. Le viene affidato il Miraculous della Coccinella, un paio di orecchini magici che, una volta indossati, le permettono di trasformarsi in Ladybug. Come Ladybug, il suo obiettivo, insieme a Chat Noir, è proteggere Parigi dal nemico Papillon e sconfiggerlo. Marinette non è a conoscenza del fatto che l’identità civile di Chat Noir sia quella di Adrien Agreste, suo compagno di classe per il quale ha una cotta. 
In qualità di portatrice di un Miraculous, Marinette è assistita da una piccola creatura rossa simile a una coccinella chiamata Tikki, un essere magico noto come Kwami. Come Ladybug, il suo potere distintivo è la creazione, utilizzabile attraverso il suo superpotere Lucky Charm.
Marinette è doppiata da Anouck Hautbois nella versione francese e da Letizia Scifoni nella versione italiana.

## Biografia del personaggio
Marinette Dupain-Cheng è una studentessa franco-italo-cinese che vive a Parigi insieme ai suoi genitori, gestori di una rinomata pasticceria. È una ragazza creativa, generosa e imbranata, che sogna di diventare una stilista di moda. Tuttavia, Marinette è spesso insicura e goffa, soprattutto quando si tratta di esprimere i propri sentimenti verso Adrien Agreste, il ragazzo di cui è follemente innamorata. 
Quando riceve i Miraculous della Coccinella dal Master Fu, Marinette acquisisce il potere di trasformarsi in Ladybug, una supereroina che combatte per proteggere Parigi dai supercattivi akumizzati creati da Papillon. Il suo alleato principale è Chat Noir, l'identità segreta di Adrien Agreste, anche se nessuno dei due è a conoscenza dell'identità civile dell'altro.

## Caratterizzazione

### Aspetto fisico
Marinette è una ragazza di corporatura snella e statura media, con occhi blu e capelli nero corvino raccolti in due codini, caratterizzati da riflessi di blu notte. Quando si trasforma in Ladybug, indossa una tuta rossa con pois neri che richiama le coccinelle, completata da una maschera che copre il viso e un yo-yo come arma.

### Carattere
Marinette è descritta come una ragazza gentile, altruista e ottimista, con una grande passione per la moda e il design. Tuttavia, è anche timida e impacciata, specialmente in presenza di Adrien Agreste, verso il quale nutre un amore segreto. Nonostante le sue insicurezze, Marinette dimostra una grande forza di volontà e un profondo senso di responsabilità, soprattutto quando assume il ruolo di Ladybug.

### Poteri
Come Ladybug, Marinette possiede il Miraculous della Coccinella, che le conferisce i seguenti poteri:
- Straordinarie abilità fisiche, come agilità, forza e riflessi sovrumani.
- Un yo-yo magico, utilizzato sia come arma che come dispositivo multifunzione.
- Il potere speciale chiamato "Lucky Charm", che le permette di evocare un oggetto che la aiuta a risolvere situazioni critiche, ma che richiede intelligenza e creatività per essere utilizzato efficacemente.
- Il potere di purificare le Akuma, ossia le farfalle corrotte usate da chi usa il Miraculous della Farfalla per scopi negativi, (in questo caso Papillon) per controllare i suoi seguaci.

## Creazione e sviluppo
L'identità supereroica di Marinette Dupain-Cheng, Ladybug, è stata ispirata da una giovane donna che indossava una maglietta con i colori di una coccinella. Thomas Astruc, il creatore della serie Miraculous - Le storie di Ladybug e Chat Noir, ha dichiarato di aver iniziato a creare scambiando post-it a tema coccinella con una collega della produzione. Uno di questi disegni ritraeva la donna come una supereroina a tema coccinella.
Astruc ha spiegato di non conoscere supereroi già legati al tema delle coccinelle e di aver ritenuto che fosse un'idea originale e interessante. Inoltre, ha sottolineato come i personaggi femminili, in passato, fossero spesso considerati meno adatti al ruolo di supereroi. Ladybug è stata quindi concepita come un personaggio che potesse rappresentare forza, ottimismo e positività.
Il design del personaggio di Marinette si ispira anche alla pettinatura della donna che ha ispirato la sua creazione. Astruc ha inoltre associato i poteri di Ladybug alla fortuna, dato che le coccinelle sono spesso simbolo di buon auspicio. Il creatore ha auspicato che Ladybug potesse diventare un simbolo positivo per i bambini e una mascotte di Parigi, capace di ispirare i giovani a visitare musei e luoghi culturali.

## Accoglienza

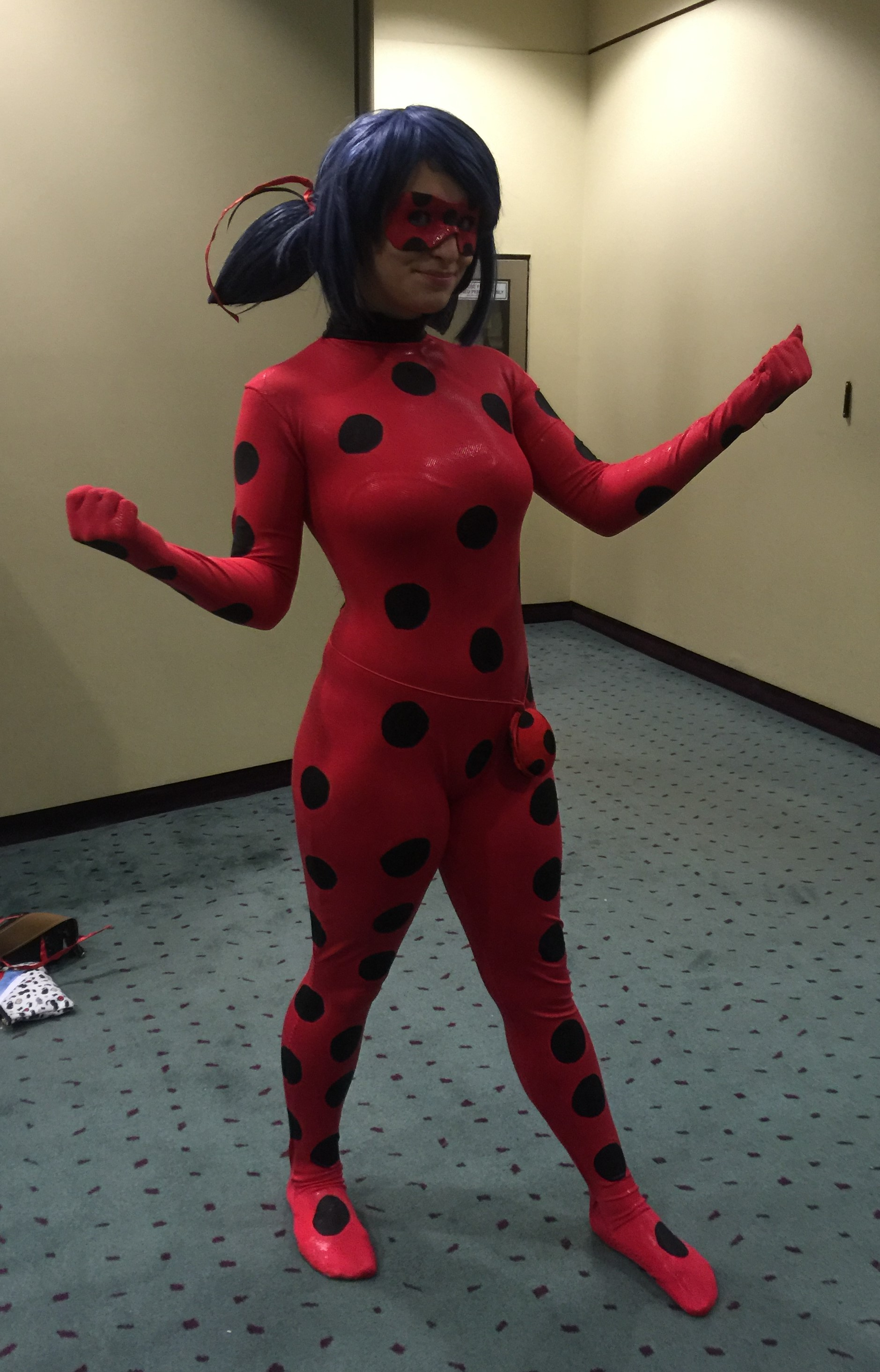
Una cosplayer di Ladybug

Marinette è generalmente vista come un personaggio positivo, con vari autori che la descrivono come una delle protagoniste più famose. È stata definita "carina", "carismatica", "intelligente", "dolce" e "ingegnosa". Emily Ashby di Common Sense Media ha caratterizzato Marinette come "paziente" e "gentile".
Secondo Michele Kirichanskaya di ComicsVerse, la serie dedica attenzione al patrimonio culturale di Marinette in modo sottile e rispettoso, citando i momenti in cui la protagonista fatica a parlare cinese e ha incomprensioni culturali con i suoi parenti. Kirichanskaya ha anche scritto che il nome completo di Marinette, tradotto sia dal cinese che dal francese, è appropriato per una ragazza la cui famiglia possiede una panetteria. Inoltre, ha descritto Marinette come "leale e devota alla sua famiglia e ai suoi amici".
Caroline Gourdin de La Libre Belgique ha dichiarato che il personaggio di Marinette è uno degli aspetti principali della serie, aggiungendo che può attrarre sia ragazze che ragazzi. Emily Auten di Nerd Much? ha sottolineato che la "cotta shoujo" di Marinette per Adrien è uno degli aspetti che gli appassionati di anime possono apprezzare nella serie. Ha scritto che "Marinette prende il centro della scena" come protagonista nonostante la mancanza di eroine in molte serie televisive, definendola "un'ottima protagonista femminile".
Auten ha anche lodato la performance di Cristina Vee come doppiatrice di Marinette, dichiarando che la protagonista è "ben scritta" e rappresenta un "grande modello da seguire" per bambini e adulti. Un articolo di El Intransigente ha notato che Marinette è una protagonista molto apprezzata, diversamente da quanto accade in altre serie, e ha evidenziato il suo grande cuore e la sua "innocente ottimismo". Marinette è stata descritta come un personaggio molto importante per i bambini di molti paesi, inclusa la Francia.
La forma supereroica di Marinette, Ladybug, ha ricevuto elogi. Elle Collins di ComicsAlliance ha osservato che la trasformazione di Marinette in Ladybug, che avviene attraverso una serie di giri e pose, ricorda quelle di "Sailor Moon e altre eroine magical girl".

## Altre apparizioni
Marinette Dupain-Cheng appare in vari media legati al franchise di Miraculous, oltre alla serie principale. Ad esempio, è protagonista in uno speciale natalizio, che ha un formato musicale, come annunciato in un comunicato stampa di ZAG il 20 dicembre 2016 e riportato anche da Movie for Kids il 25 ottobre 2017 e negli speciali di New York, Shanghai, Parigi e Londra.